# Russell A. Gausman
Russell A. Gausman (St. Louis, 4 luglio 1892 – Los Angeles, 20 maggio 1963) è stato uno scenografo statunitense, vincitore di 2 Premi Oscar.

## Filmografia

### Cinema
- L'ultima recita (Letter of Introduction), regia di John M. Stahl (1938)
- Servizio di lusso (Service de Luxe), regia di Rowland V. Lee (1938)
- Man from Montreal, regia di Christy Cabanne - arredamenti (1939)
- Prime armi (The Spirit of Culver), regia di Joseph Santley (1939)
- Vigilia d'amore (When Tomorrow Comes), regia di John M. Stahl - arredamenti (1939)
- Il primo bacio (First Love), regia di Henry Koster - arredamenti (1939)
- Il ritorno dell'uomo invisibile (The Invisible Man Returns), regia di Joe May - arredamenti (1940)
- Enemy Agent, regia di Lew Landers (1940)
- Se fosse a modo mio (If I Had My Way), regia di David Butler (1940)
- La donna invisibile (The Invisible Woman) di A. Edward Sutherland (1940)
- Una ragazza per bene (Nice Girl?), regia di William A. Seiter (1941)
- La prima è stata Eva (It Started with Eve), regia di Henry Koster (1941)
- L'ammaliatrice (The Flame of New Orleans), regia di René Clair (1941)
- Le mille e una notte (Arabian Nights), regia di John Rawlins (1942)
- Sabotatori (Saboteur), regia di Alfred Hitchcock (1942)
- I cacciatori dell'oro (The Spoilers), regia di Ray Enright (1942)
- L'ombra del dubbio (Shadow of a Doubt), regia di Alfred Hitchcock (1943)
- Il fantasma dell'opera (Phantom of the Opera), regia di Arthur Lubin (1943)
- Alì Babà e i quaranta ladroni (Ali Baba and the Forty Thieves), regia di Arthur Lubin (1944)
- La voce magica (The Climax), regia di George Waggner (1944)
- California (Can't Help Singing), regia di Frank Ryan (1944)
- L'angelo nero (Black Angel) di Roy William Neill (1946)
- Scheherazade (Song of Scheherazade), regia di Walter Reisch (1947)
- Singapore, regia di John Brahm - arredamenti (1947)
- Una donna distrusse (Smash-Up: The Story of a Woman), regia di Stuart Heisler (1947)
- Fiesta e sangue (Ride the Pink Horse), regia di Robert Montgomery (1947)
- Io e l'uovo (The Egg and I), regia di Chester Erskine (1947)
- La vedova pericolosa (The Wistful Widow of Wagon Gap), regia di Charles Barton - arredamenti (1947)
- La legione dei condannati (Rogues' Regiment), regia di Robert Florey (1948)
- Abbandonata in viaggio di nozze (Family Honeymoon), regia di Claude Binyon (1948)
- La baia del tuono (Thunder Bay), regia di Anthony Mann (1953)
- La storia di Glenn Miller (The Glenn Miller Story), regia di Anthony Mann (1953)
- Le avventure di mister Cory (Mister Cory), regia di Blake Edwards (1957)
- La tentazione del signor Smith (This Happy Feeling), regia di Blake Edwards (1958)
- In licenza a Parigi (The Perfect Furlough), regia di Blake Edwards (1958)
- Lo specchio della vita (Imitation of Life), regia di Douglas Sirk (1959)
- Uno sconosciuto nella mia vita (A Stranger in my Arms), regia di Helmut Käutner (1959)
- Il letto racconta... (Pillow Talk), regia di Michael Gordon (1959)
- Spartacus, regia di Stanley Kubrick (1960)